# Glélé
Badohoun, qui prit le nom de Glélé, est traditionnellement (si on exclut la reine Hangbè et Adandozan) le dixième roi d'Abomey. Il succéda à son père, Ghézo, et régna entre 1858 et 1889.
Glélé poursuivit la politique d'expéditions militaires, pour venger la mort de son père.
Glélé, par un traité signé le 19 mai 1868, céda Cotonou aux Français.
Il mourut le 29 décembre 1889 et fut remplacé par son fils Kondo qui prit le nom de Behanzin. Celui-ci du s'enfuit devant les troupes coloniales françaises, puis se rendre et être exilé. Les négociations avec les français sont menées notamment par une princesse, une des filles de Glélé, Yaya Migansi.
Il avait adopté le lion comme symbole de son règne.

## Galerie

### Objets d'art

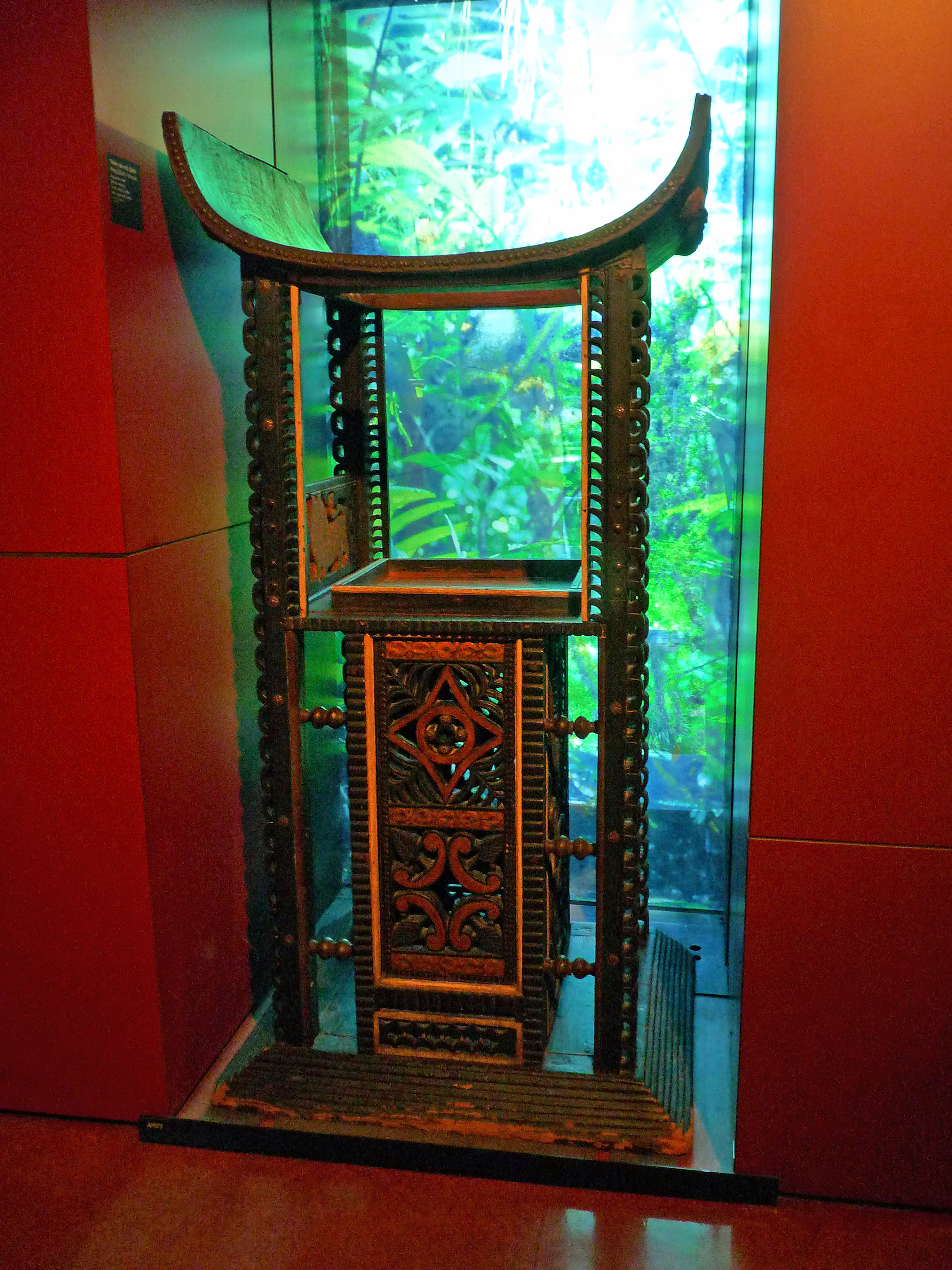
Trône de Glélé[3] (musée du quai Branly).
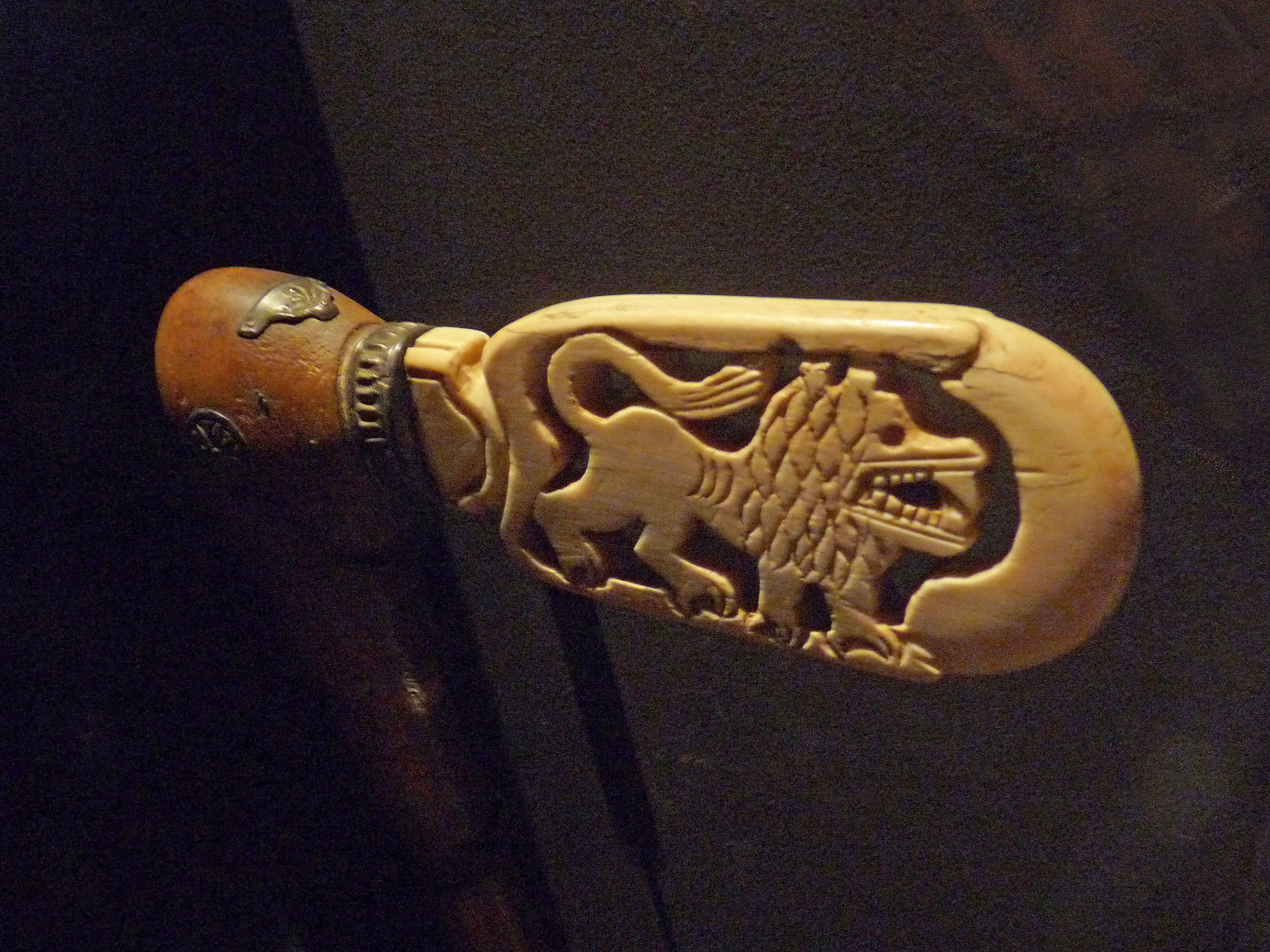
Symbole du lion sur le pommeau en ivoire de la récade[4] (musée du quai Branly).
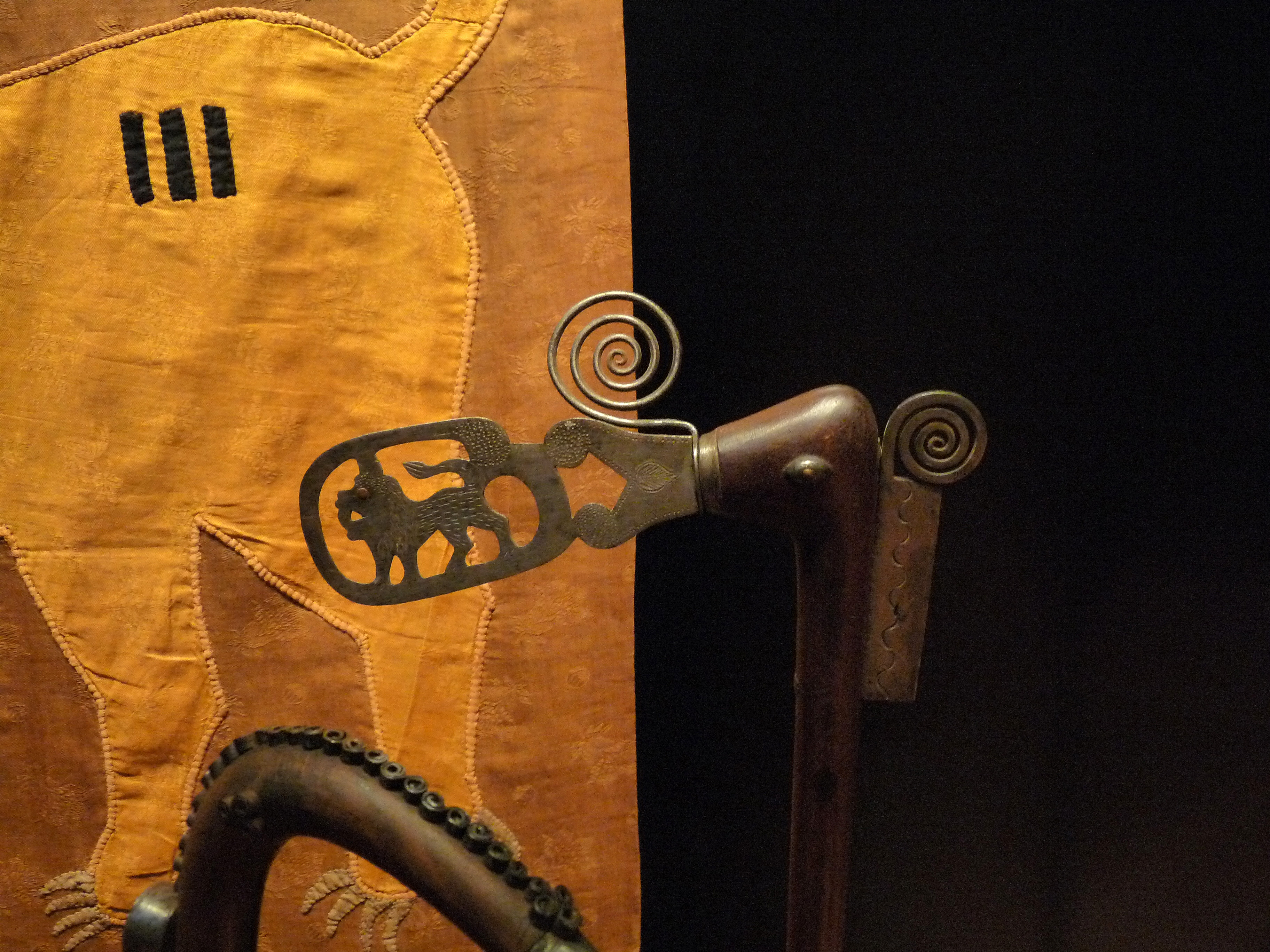
Le lion sur la lame en métal d'une récade[5] (musée du quai Branly).
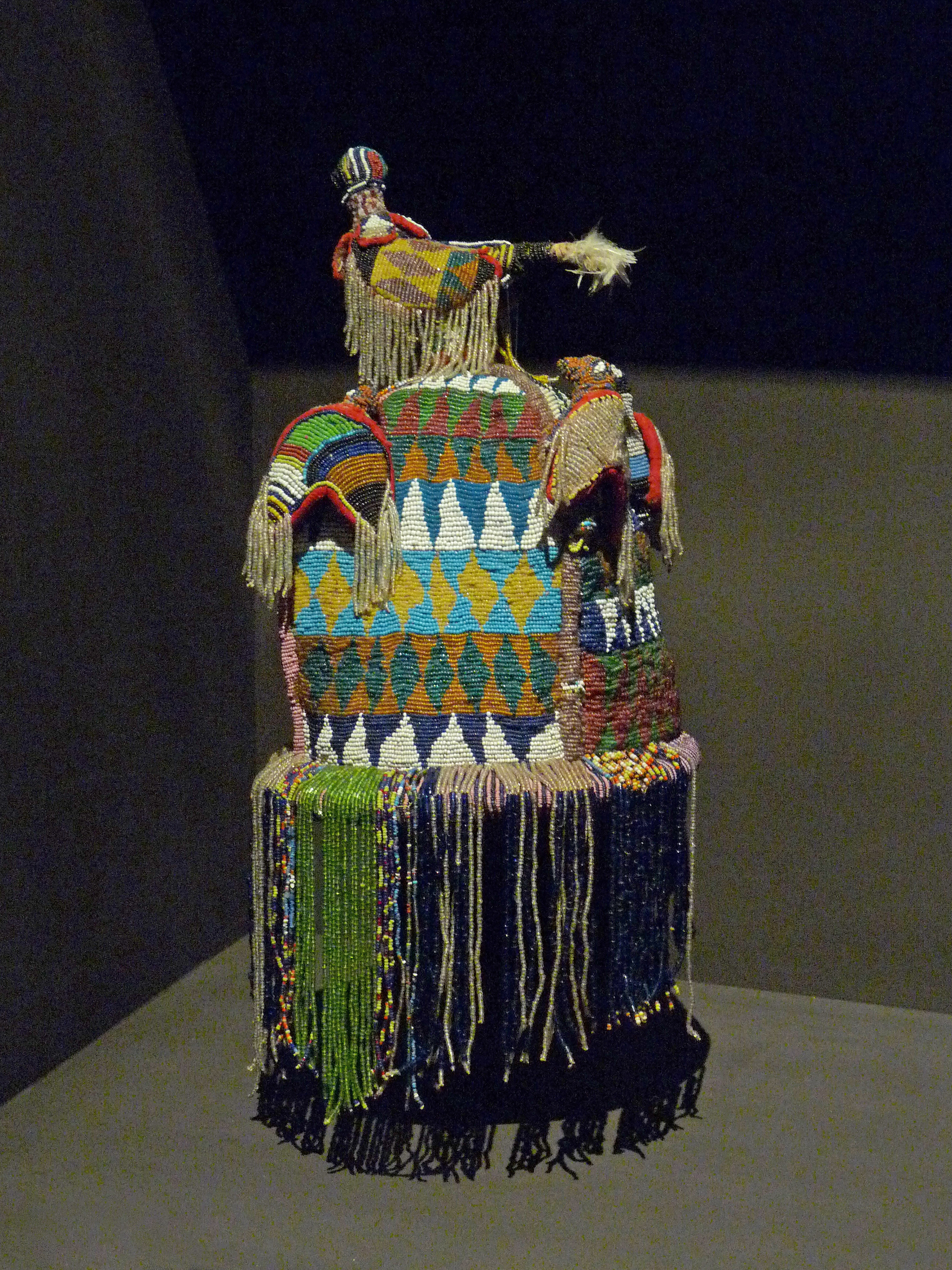
Couronne je za réalisé par Glélé pour son défunt fils Ahanhanzo[6] (musée du quai Branly).
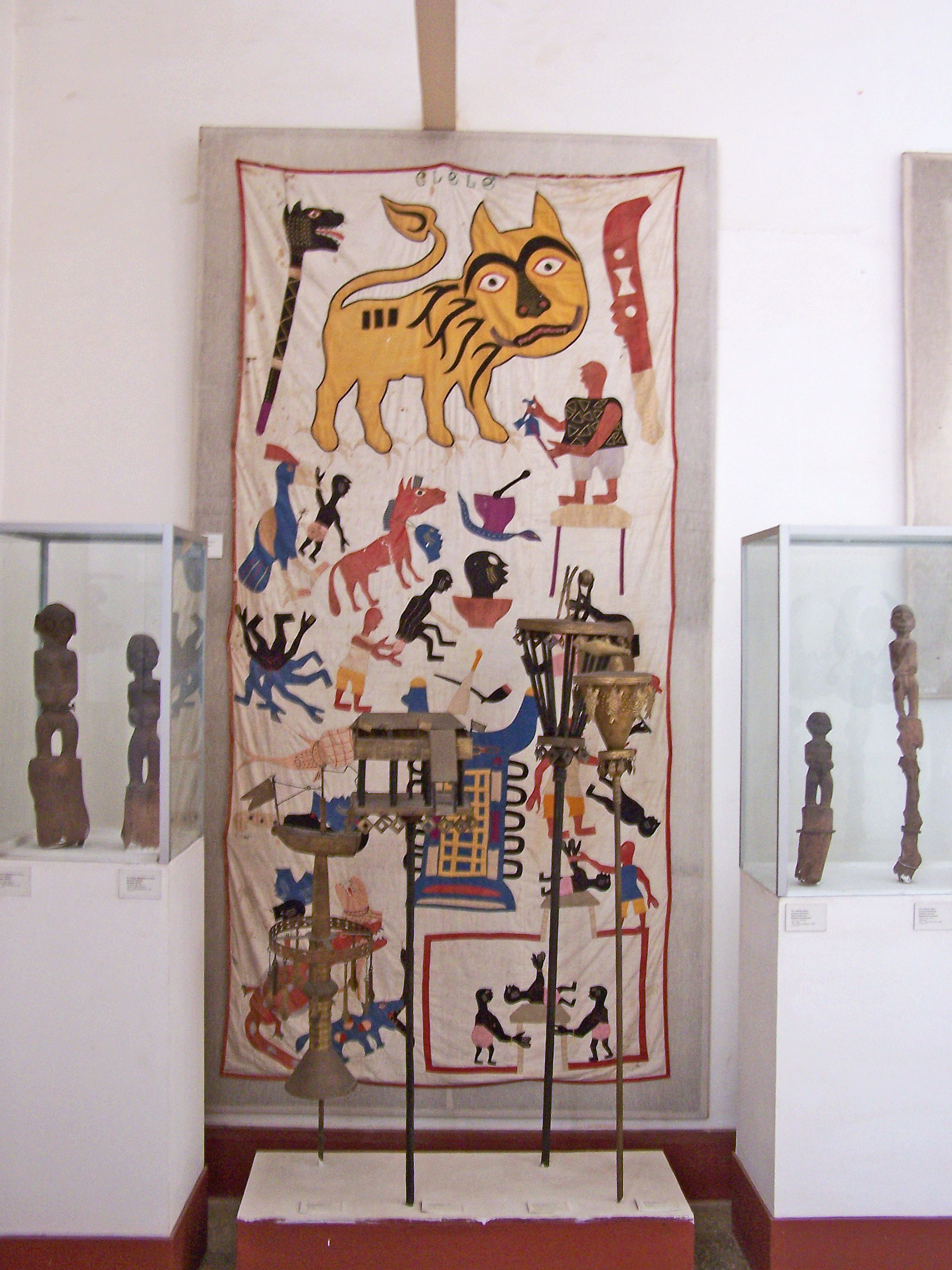
Symbole du lion sur une tenture à motifs appliqués (musée Théodore Monod d'Art africain, Dakar).

### Vestiges et hommages

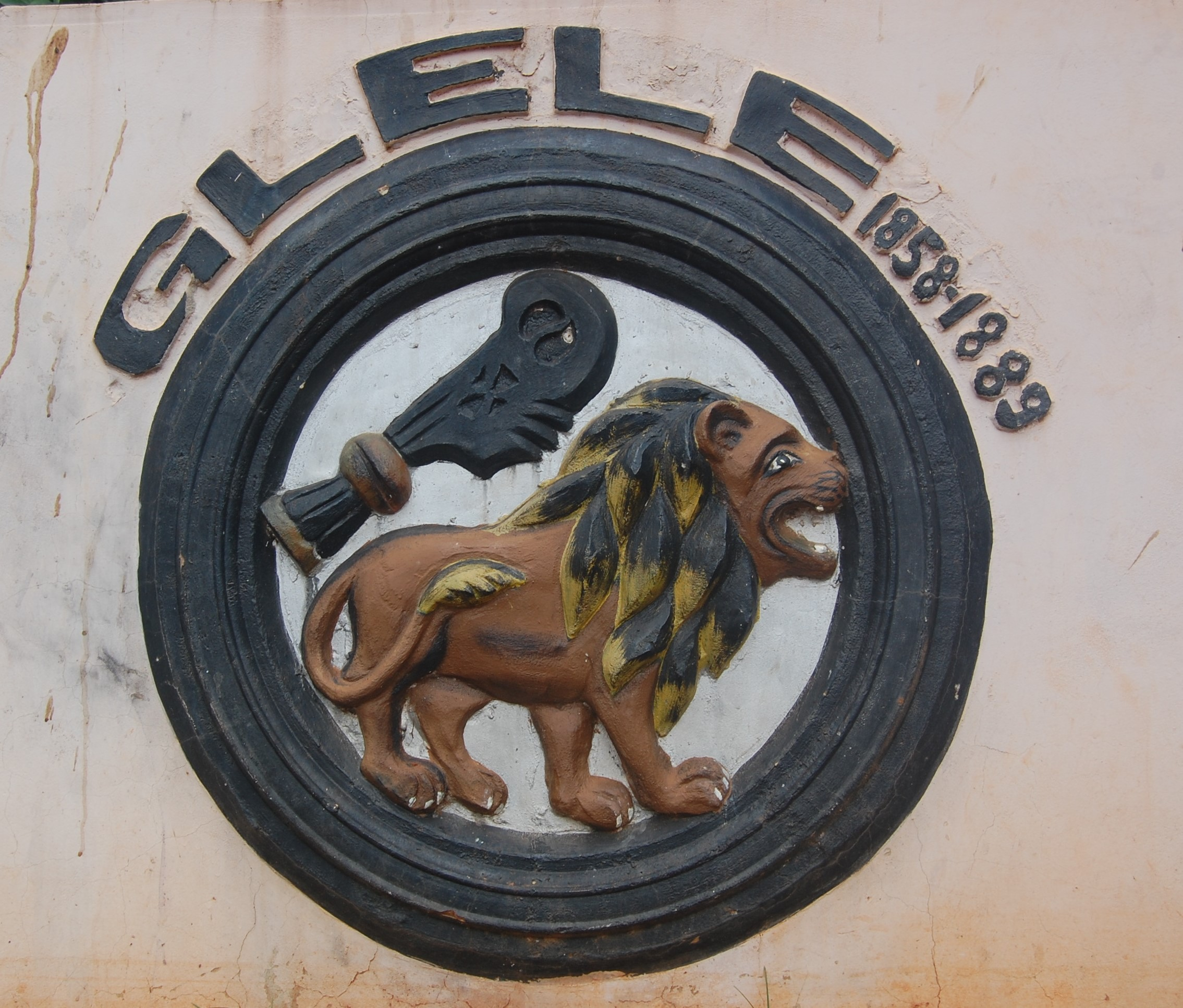
Symbole de Glèlè au mur de la place Goho à Abomey.
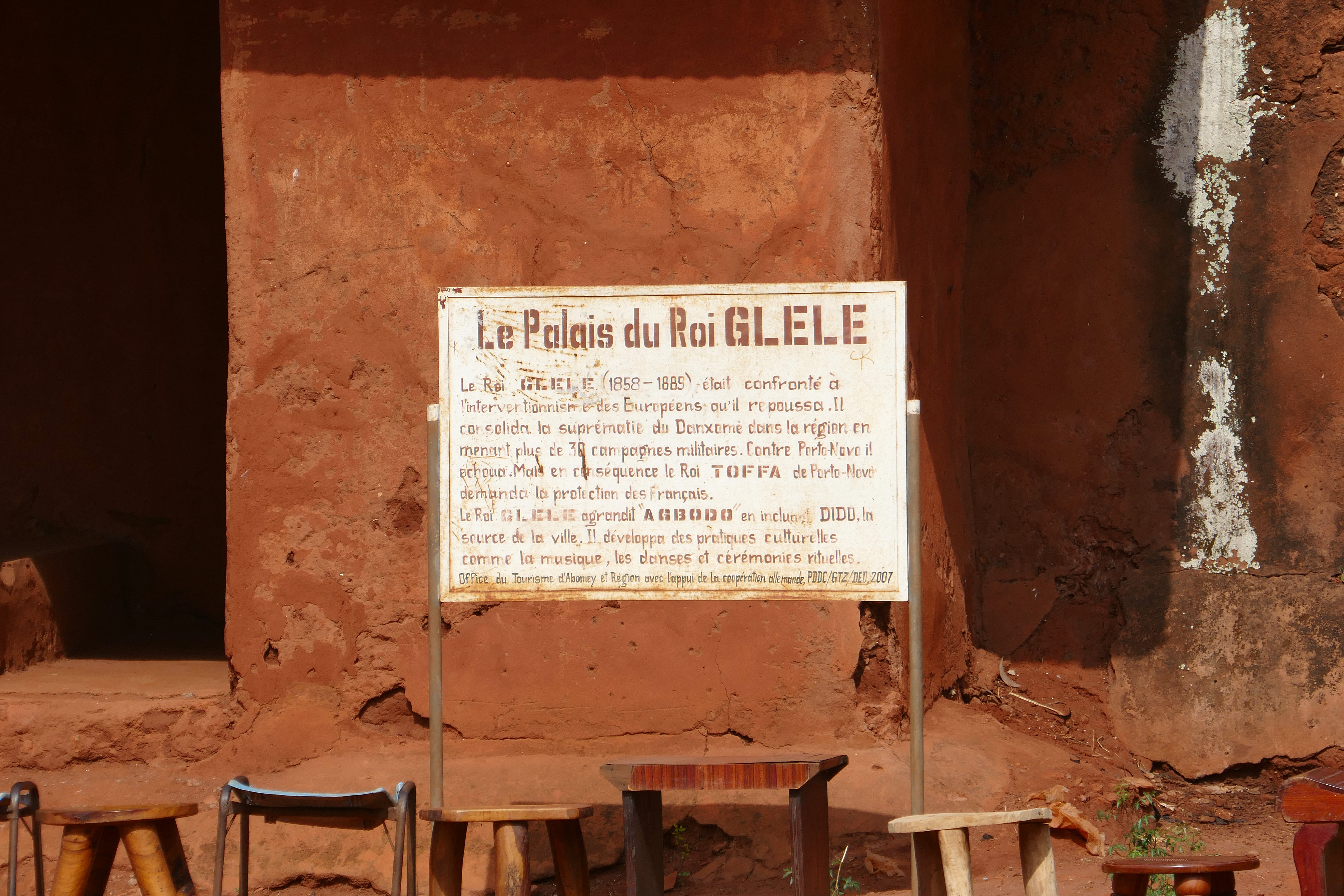
Plaque devant le palais de Glélé.

### Documents sonores
- L'histoire de Guedegbé, devin des rois Ghézo, Glèlè et Béhanzin, conférence de Daa Bachalou Nondichao enregistrée au Salon de lecture Jacques Kerchache le 14 janvier 2010, dans le cadre de l'exposition Artistes d'Abomey, Musée du quai Branly, Paris, 2010, 1 h 13 min (CD)